# ساگا پترولیوم
ساگا پترولیوم (به انگلیسی: Saga Petroleum) شرکت نفتی نروژی بود، که در بخش بالادستی صنعت نفت فعالیت می‌کرد.
این شرکت در سال ۱۹۷۲ تأسیس شد، سپس در سال ۱۹۹۹ شرکت "نورسک هیدرو" آنرا خریداری کرد و در سال ۲۰۰۷ که بخش نفت و گاز نورسک هیدرو و استات اویل ادغام شدند، ساگا پترولیوم نیز به استات اویل ضمیمه شد.
ساگا پترولیوم تا پیش از منحل شدن در سال ۱۹۹۹ تنها شرکت خصوصی در صنعت نفت نروژ بود، که دارای مالکیت نسبی در ۶۰ میدان نفتی بوده و در ۱۸ میدان نفتی دیگر نیز به عنوان اپراتور فعالیت می‌کرد.
این شرکت در حوزه فعالیت‌های بین‌المللی دارای عملیات عمده در فلات قاره انگلیس، آنگولا، اندونزی، لیبی و نامیبیا بود.